# Uta Pippig
Uta Pippig  (née le 7 septembre 1965 à Leipzig) est une athlète allemande, spécialiste des courses de fond. Elle a détenu le record du monde du 5 000 mètres en salle avec 15 min 13 s 72 réalisés à Stuttgart le 10 février 1991 pendant un an, avant que Liz McColgan n'améliore son temps en février 1992.

## Biographie
Elle remporte le marathon de Berlin à trois reprises en 1990, 1992 et 1995, trois fois celui de Boston de 1994 à 1996, et s'impose par ailleurs en 1993 lors du marathon de New York.

### Records
| Épreuve       | Performance     | Lieu   | Date          |
| ------------- | --------------- | ------ | ------------- |
| Marathon      | 2 h 21 min 45 s | Boston | 18 avril 1994 |
| Semi-marathon | 1 h 7 min 58 s  | Kyoto  | 19 mars 1995  |